# Bostrychogyna oneida
Bostrychogyna oneida är en fjärilsart som beskrevs av Sergius G. Kiriakoff 1964. Bostrychogyna oneida ingår i släktet Bostrychogyna och familjen tandspinnare. Inga underarter finns listade i Catalogue of Life.